# Comercinho
Comercinho is een gemeente in de Braziliaanse deelstaat Minas Gerais. De gemeente telt 8.637 inwoners (schatting 2009).

## Aangrenzende gemeenten
De gemeente grenst aan Itinga, Medina, Rubelita, Salinas en Santa Cruz de Salinas.